# Martin Obzina
Martin Obzina (Chicago, 17 agosto 1905 – New York, 8 gennaio 1979) è stato uno scenografo statunitense.

## Biografia
Ha preso parte a circa 100 tra film e serie TV tra il 1941 ed il 1962. Ha ricevuto due volte la nomination ai Premi Oscar nella categoria migliore scenografia: nel 1940 e nel 1942.

## Filmografia parziale
- Vigilia d'amore (When Tomorrow Comes), regia di John M. Stahl - scenografo associato (1939)
- Il primo bacio (First Love), regia di Henry Koster (1939)
- Il ritorno dell'uomo invisibile (The Invisible Man Returns), regia di Joe May - assistente scenografo (1940)
- Rodeo, regia di William Beaudine (1952)